# الدوري الإسباني الدرجة الثانية 1929
دوري الدرجة الثانية الإسباني 1929 (بالإسبانية: Segunda División de España 1928-29)‏ هو موسم من دوري الدرجة الثانية الإسباني. أشرف على تنظيمه الاتحاد الملكي الإسباني لكرة القدم، وفاز فيه نادي إشبيلية.